# Éclipse lunaire du 28 août 2007
| Éclipse totale de Lune du 28 août 2007                                    | Éclipse totale de Lune du 28 août 2007 |
| ------------------------------------------------------------------------- | -------------------------------------- |
| Vue depuis Wollongong (Australie), à 9 h 48 UTC, peu avant la totalité.   |                                        |
| La trajectoire de la Lune à travers la partie sud de l'ombre de la Terre. |                                        |
| Gamma                                                                     | -0,2145                                |
| Magnitude                                                                 |                                        |
| Localisation                                                              | Océan Atlantique, Amérique du Sud      |
| Saros (membre de la série)                                                | 128 (40 sur 71)                        |
| Durée (h:min:s)                                                           |                                        |
| Totalité                                                                  | 1 h 30 min 1 s                         |
| Phases partielles                                                         | 3 h 32 min 12 s                        |
| Phases pénombrales                                                        | 5 h 27 min 17 s                        |
| Contacts (UTC)                                                            |                                        |
| P1                                                                        | 7:53:40                                |
| U1                                                                        | 8:51:16                                |
| U2                                                                        | 9:52:21                                |
| Maximum                                                                   | 10:37:21                               |
| U3                                                                        | 11:22:22                               |
| U4                                                                        | 12:23:28                               |
| P4                                                                        | 13:20:57                               |
|                                                                           |                                        |

L'éclipse lunaire du 28 août 2007 est une éclipse de Lune ayant duré juste un peu plus de 90 minutes.
La Lune est entrée dans la pénombre de la Terre à 7 h 53 min 40 s UTC. La première phase partielle a réellement débuté à 8 h 51 min 16 s UTC lorsque la Lune est entrée dans l'ombre de la Terre. Elle est sortie de la pénombre à 13 h 20 min 57 s UTC.
C'est une éclipse totale centrale relativement rare où la Lune passe devant le centre de l'ombre terrestre. C'était « la plus longue et la plus épaisse éclipse lunaire à être vue en 7 ans »,. Lors de l'éclipse totale de Lune du 16 juillet 2000 (en), la Lune est passée à moins de deux minutes d'arc du centre de l'ombre de la Terre. En comparaison, cette éclipse encore très épaisse était excentrée de plus de 12 minutes d'arc. La prochaine éclipse totale de Lune d'une durée plus longue a eu lieu le 15 juin 2011.
C'était la deuxième éclipse lunaire en 2007. La première a eu lieu le 3 mars 2007.